# Finlaysonia lanuginosa
Finlaysonia lanuginosa är en oleanderväxtart som först beskrevs av Henry Nicholas Ridley, och fick sitt nu gällande namn av Venter. Finlaysonia lanuginosa ingår i släktet Finlaysonia och familjen oleanderväxter. Inga underarter finns listade i Catalogue of Life.